# 李行芳
李行芳（?—?），唐朝宗室，唐太宗曾孙，纪王李慎之孙，義陽王李琮之子，李行远的弟弟，李行休的哥哥。
永昌元年（689年）他的祖父李慎被诬告谋反，流放途中去世。其父李琮为酷吏所杀。李行芳和哥哥李行远被流放巂州（今四川省西昌市），武则天派处决流放者的六道使到达巂州。当时宗室长大的被诛杀而死，幼年的没为官奴。李行远当被处死，李行芳年幼当赦，抢着请替代他哥哥赴死，于是兄弟二人一起被杀，西南人称赞他为死悌。